# Stenopogon californioides
Stenopogon californioides är en tvåvingeart som beskrevs av Stanley Willard Bromley 1937. Stenopogon californioides ingår i släktet Stenopogon och familjen rovflugor.
Artens utbredningsområde är Kalifornien. Inga underarter finns listade i Catalogue of Life.